# Fritz Wortelmann
Fritz Wortelmann, 1959

Link zum Bild

Fritz Wortelmann (* 13. März 1902 in Werne, heute zu Bochum; † 1. April 1976) war ein deutscher Autor, Schriftleiter, Verleger, Dramaturg und Förderer des Puppentheaters in Deutschland.

## Wirken
Im Jahr 1925 entstand das Westdeutsche Vortragsamt, durch Initiative von Wortelmann, welche ähnlich heutiger Volkshochschulen in Bochum und umliegenden Gemeinden Kurse anbot.
Wortelmann engagierte sich schon in den 1920er Jahren sehr für das Puppenspiel. Er arbeitete auch nach dem Zweiten Weltkrieg am Wiederaufbau der deutschen Puppentheaterszene mit. 1950 war er Initiator des Deutschen Instituts für Puppenspiel (DIP). Als Nachfolgeinstitution wurde 1992 das Deutsche Forum für Figurentheater und Puppenspielkunst e.V. (dfp) in Bochum gegründet. Wortelmann gründete außerdem die Figuren-Theaterschule in Bochum.
Im November 1958 lud Wortelmann als Leiter des Deutschen Instituts für Puppenspiel zum ersten Mal zu einer „Vorstellungsreihe hervorragender deutscher und ausländischer Bühnen – Meister des Puppenspiels“ nach Bochum ein. Es nahmen Puppenspieler aus Stuttgart, Ost-Berlin, Paris und Moskau teil. Damit war der Grundstein für das renommierte Internationale Puppentheaterfestival FIDENA (Figurentheater der Nationen) gelegt.

## Werke (Auswahl)
- Alte Landsknechtsschwänke. Ausgewählt und sprachlich erneuert von Fritz Wortelmann. E. Diederichs, Jena 1925.
- Zehn Jahre Stadttheater Bochum, Intendant Dr. Saladin Schmitt. Heft zur Festvorstellung am 30. Dez. 1925 verbunden mit einem Bericht über die 3. bis 9. Spielzeit 1917/18–1924/25. Stadttheater, Bochum 1926.
- Alte Landsknechtslieder. Mit Lautenbegleitung versehen von Emil Hegel. Buchschmuck von Herbert Schimkowitz. Gerlach & Wiedling, Wien/Leipzig 1931.
- Muck. 7 Briefe einer Puppenspielerin. Deutsche Zentraldruck A.G., Berlin 1939.
- (Schriftleitung:) Meister des Puppenspiels. Hervorragende deutsche und ausländische Puppentheater der Gegenwart. Deutsches Institut für Puppenspiel, Bochum.
- Forschung und Lehre. Eine wissenschaftliche und technische Schriftenreihe für alle Arten und Formen von Figurentheatern. Geleitet von Fritz Wortelmann. Deutsches Institut f. Puppenspiel, Bochum.
- (Schriftleitung:) Bürger von heute. Schriftenreihe, hrsg. vom Verband Deutscher Bürgervereine. Schacht-Verlag, Bochum (Die Hefte erscheinen etwa 3- bis 4-mal jährlich).

## Auszeichnungen, Ehrungen, Würdigungen
- Fritz-Wortelmann-Preis der Stadt Bochum für Amateur-Figurentheater
- 1971: Ehrenring der Stadt Bochum[5]